# Sunderland
Sunderland este un oraș și un Burg Metropolitan în cadrul Comitatului Metropolitan Tyne and Wear în regiunea North East England. 

## Orașe în cadrul districtului
- Sunderland;
- Hetton-le-Hole;
- Houghton-le-Spring;
- Washington;